# أولاد العربي (أولاد سلطان)
أولاد العربي هو دُوَّار يقع بجماعة بوعروس، إقليم تاونات، جهة فاس مكناس في المملكة المغربية. ينتمي الدوّار لمشيخة أولاد سلطان التي تضم 10 دواوير. يقدر عدد سكانه بـ 194 نسمة حسب الإحصاء الرسمي للسكان والسكنى لسنة 2004.

## روابط خارجية
- البوابة الوطنية للجماعات الترابية
- المندوبية السامية للتخطيط